# Abelardo Fernando Montenegro
Abelardo Fernando Montenegro, mais conhecido como Montenegro (Crateús, 30 de maio de 1912 —  Fortaleza, 26 de abril de 2010) foi um professor, advogado, historiógrafo, jornalista, sociólogo e escritor.

## Biografia
Abelardo Fernando Montenegro foi um dos maiores autores destacados do Ceará no século XX. Montenegro chegou a escrever mais de 40 livros, e como resultado de todo esse trabalho, recebeu numerosos prêmios, comendas e medalhas.
Em Aquiraz, fez seus primeiros estudos, tendo frequentado o Instituto São Luís e as Escolas Reunidas. Em Fortaleza, cursou o Colégio Cearense e o Colégio Castelo Branco. No entanto, concluiu o secundário no antigo Liceu do Ceará. E, ingressando na Faculdade de Direito do Ceará, diplomou-se em Ciências Jurídicas e Sociais, na turma de 1936.
Iniciou sua vida profissional em Fortaleza, como professor, onde também ingressou na imprensa, como um dos redatores de ‘O Povo’
Ingressando no ministério público, tornou-se promotor da Comarca de Jaraguá do Sul, no interior de Santa Catarina. Em Curitiba, foi redator de ‘O Dia’. Como jornalista, colaborou em vários jornais e revistas do Ceará e de outros estados, a exemplo do Rio de Janeiro, onde escreveu para as páginas do ‘Correio da Manhã’ e ‘Diário de Notícias’.
No início da década de 1940, deixou o Ceará e transferiu-se para São Paulo, tendo também residido no Rio de Janeiro, mas retornando ao Ceará em 1949. Professor fundador da Faculdade de Ciências Econômicas, onde lecionou, por 30 anos, a cadeira de Economia Internacional. 
Aberlado Montenegro é considerado um grande explicador da cultura, da história, da formação da sociedade cearense. Certa vez, afirmou: 
“Aí está a minha obra, quase toda voltada para o estudo do Brasil e do Ceará. Aí estão meus livros com a pesquisa e a tentativa de interpretação de fatos, idéias e acontecimentos. Aí estão os frutos de minhas elucubrações, do labor inspirado sempre pelo amor à terra máter. Aí está a minha vida, parte da qual consumida nas redações dos jornais, nas bibliotecas, em cômodos de hotéis e pensões e nos trabalhos de campo, dedicada, invariavelmente, ao exame do trágico cotidiano, às perquirições da História, às investigações da Sociologia, às escogitações da Economia e do Direito. Inicio a descida da etária montanha como homem pobre, porque, em minhas andanças, só tive tempo de enriquecer o espírito e de fazer um pouco de luz sobre alguns recantos do nosso passado” .

## Distinções
Foi eleito membro da Academia Cearense de Letras – onde ocupava a cadeira nº 10.
Eleito sócio do Instituto Histórico do Ceará, foi empossado na noite do dia 20 de março de 1981, passando a ocupar a cadeira vaga com a morte do escritor Joaquim Braga Montenegro. Na oportunidade, foi saudado pelo escritor Mozart Soriano Aderaldo, o vice-presidente do Instituto do Ceará.

## Obra
- Ruy Barbosa e a Revolução Industrial no Brasil, (1951),
- Soriano de Albuquerque, um Pioneiro da Sociologia no Brasil, (1952),[11]
- Parlamentarismo, Presidencialismo e Patriarcalismo, (1952),
- Duas Teses, (1953),
- O Romance Cearense, (1953),[12]
- Ceará - Tentativas de Interpretação, (1953),
- Tobias Barreto e Machado de Assis, (1954),
- Antônio Conselheiro (1954),
- Cruz e Souza e o Movimento Simbolista no Brasil, (1954),[13]
- A Ânsia de Glória de Balzac e Outros Estudos, (1954),
- História do Cangaceirismo no Ceará, (1955),
- Introdução a Keyserling, (1955),
- O Messianismo Russo, (1955),
- O Elogio do Patrono, (1955),
- Mercantilismo, Comércio Internacional e Bolsas, (1955),
- Variações em Torno da Democracia, (1956),
- A Ciência Política no Brasil e Outros Artigos, (1956),
- Maquiavel e o Estado, (1957),[14]
- Juarez Távora e a Revolução Nacional, (1957),
- A Missão do Economista no Brasil, (1957),
- Nacionalismo Racional, (1958),
- A Corrupção do Trabalhismo, (1958),
- A Praça do Ferreira, (1959),[15]
- Nordeste e Sul: um Confronto, (1959),
- História do Fanatismo Religioso no Ceará (1959),[16]
- O Homem-Vassoura, (1959),
- O Messianismo Alemão, (1963),
- John Kennedy e a Cooperação Internacional, (1964),
- História dos Partidos Políticos Cearenses, (1965),
- Pontos de Economia Internacional, (1967),
- Da Aliança Para o Progresso à Ação Para o Progresso, (1971),
- Fanáticos e Cangaceiros, (1973),
- Estudos de Economia Internacional, (1978),
- Psicologia do Povo Cearense, (2000),[17]
- O Ceará e o Profeta de Chuva, (2008),
- Cearense e Judeu, (2010),[18]

## Homenagens
Recebeu inúmeras condecorações, dentre elas:
- Medalha de Prata Santos Dumont,
- Medalha Comemorativa do Centenário de Clóvis Beviláqua (MEC),
- Título de Professor Emérito da Universidade Federal do Ceará,
- Prêmio Bibliografia (IHGU, de Uruguaiana, RS),
- Prêmio Clio de História (Academia Paulistana de História)
- Prêmio José de Barcelos (UFC),